# ياخيت وانغ
ياخيت وانغ (مواليد 12 ديسمبر 1937) هو ملاكم ميانماري، مثّل بلاده في الألعاب الأولمبية الصيفية 1956.

## روابط خارجية
ياخيت وانغ على موقع أوليمبيديا (الإنجليزية)